# Lophornis chalybeus

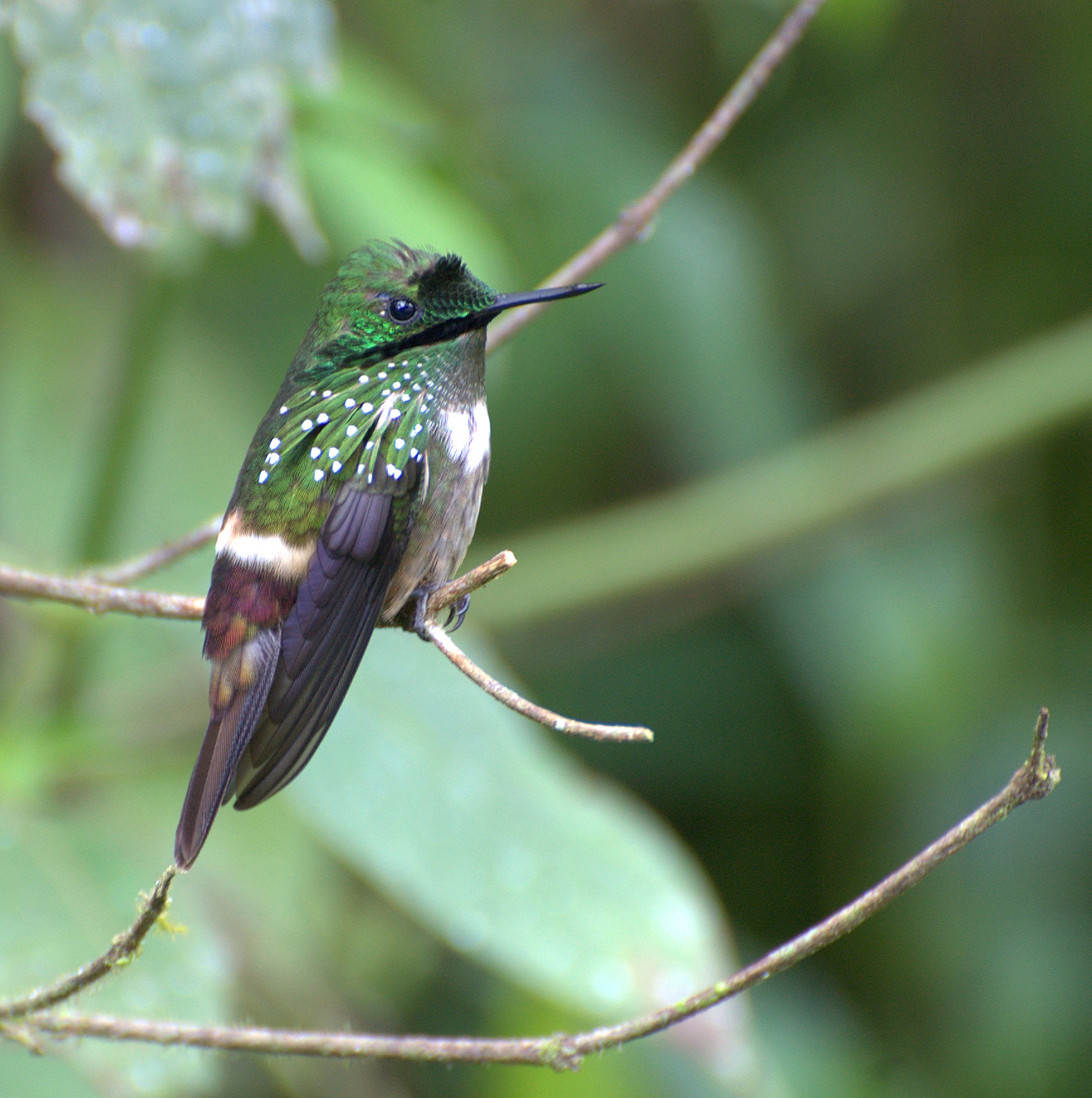

Lophornis chalybeus là một loài chim trong họ Trochilidae.